# Аврелий Картагенски
Аврелий Картагенски (Saint Aurelius, * преди 391, † ок. 430) е християнски Светия. Той е от 391 до ок. 430 г. епископ на Картаген. Той си кореспондира с Августин Блажени. Някои от писмата са запазени.
През 411 г. се провежда Религиозен разговор в Картаген. Под неговото ръководство през 418 г. се състои Генерален Събор (концил) в Картаген на африканските провинции, на който в осем канона е осъден Пелагианизма.
Свети Аврелий се чества в римокатолическата църква на 20 юли. Неговите реликви са преместени в абатството Хирзау в Германия.